# Sos soubise

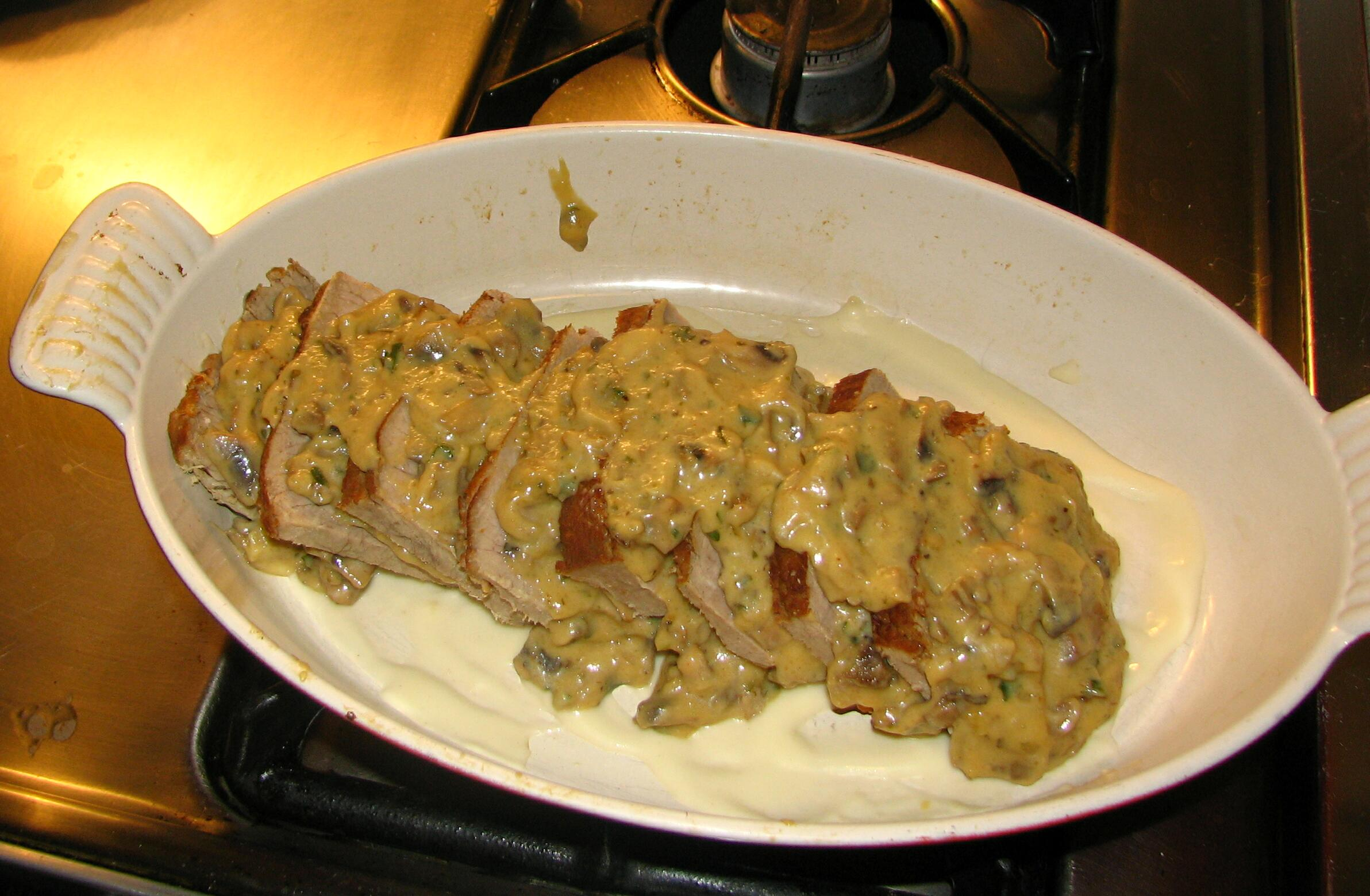
Cielęcina w sosie soubise

Sos soubise – rodzaj francuskiego sosu cebulowego przyrządzany na bazie sosu beszamelowego oraz śmietany. 
Sos soubise jest podawany do dań grillowanych, ryb oraz drobiu. 
Został nazwany na cześć księcia Soubise.